# Strepsinoma amaura
Strepsinoma amaura är en fjärilsart som beskrevs av Edward Meyrick 1897. Strepsinoma amaura ingår i släktet Strepsinoma och familjen Crambidae. Inga underarter finns listade i Catalogue of Life.